# Maria Fernanda Rollo
Maria Fernanda Fernandes Garcia Rollo ComIH (Léopoldville, 16 de junho de 1965) é uma professora universitária e historiadora portuguesa, que exerceu, entre 26 de novembro de 2015 e 17 de outubro de 2018, as funções de Secretária de Estado da Ciência, Tecnologia e Ensino Superior do XXI Governo Constitucional de Portugal.

## Biografia
Licenciou-se em História, variante de História da Arte (1987), na Faculdade de Ciências Sociais e Humanas da Universidade Nova de Lisboa, onde realizou o mestrado em História dos Séculos XIX e XX, secção de História do Século XX (1993), o doutoramento em História Económica e Social Contemporânea (2005) e a agregação em História, na especialidade de História Contemporânea (2010), e onde é professora associada com agregação do Departamento de História.
É investigadora integrada do Instituto de História Contemporânea (IHC-FCSH/UNL), a que presidiu entre 2013 e 2015, e onde coordenou o grupo «Economia, Sociedade, Património e Inovação» até 2016. É também Secretária do Conselho de Centros de Investigação em Ciências Sociais e Humanas da FCSH/UNL e académica correspondente da Academia Portuguesa da História.
É directora-adjunta da revista Ler História, membro do Conselho Consultivo do Programa Gulbenkian de Língua e Cultura Portuguesas da Fundação Calouste Gulbenkian, membro da REPORT(H)A - Rede Portuguesa de História Ambiental, membro do Conselho Geral da Associação Portuguesa de Arqueologia Industrial (APAI), membro da Sociedade Internacional para os Estudos da Primeira Guerra Mundial e editora da secção de Portugal na 1914-1918-online. International Encyclopedia of the First World War.
Foi vogal executiva da Comissão Nacional para as Comemorações do Centenário da República, (2008-2011), membro fundador da Associação Portuguesa de História das Relações Internacionais (APHRI), membro da Associação Portuguesa de História Económica e Social e coordenadora da Escola Doutoral Pedro Hispano - Estudos Doutorais em Ciências Sociais e Humanas da FCSH/UNL.
Foi galardoada, com Manuel Heitor e José Maria Brandão de Brito, com o Dibner Award da Society for the History of Technology (2003).
Tem como áreas de investigação a história de Portugal no século XX, a participação de Portugal nos movimentos de cooperação económica europeia, a história económica, da engenharia e da inovação. Tem coordenado inúmeros projectos de investigação no campo da história económica, da ciência, da engenharia e da inovação, de onde se destacam Engenho e Obra. História da Engenharia em Portugal no Século XX (2001-2004); História e Património do Grupo PT (2003-2008); História da Emigração e das Comunidades Portuguesa (2004-2005), História da Ordem dos Engenheiros (2006-2007), Economia da I República: o discurso da modernidade e os impasses da realidade (2006); História do Instituto Camões: Da Junta de Educação Nacional ao Instituto Camões (2007-2009), História do Urânio. Da Companhia Portuguesa de Radium à Empresa Nacional de Urânio (2008-2009) e Atlas da Ciência em Portugal (2011-).
A 10 de Junho de 2011 foi feita Comendadora da Ordem do Infante D. Henrique.

## Algumas obras
- MATTOSO, José (dir). História de Portugal. Lisboa : Estampa, 1997. Colaboração no vol VII, «O Estado Novo (1926-1974)». ISBN 972-33-1398-7.
- SERRÃO, Joel (dir); MARQUES, A. H. de Oliveira (dir). Nova História de Portugal. Lisboa, Estampa, 1991. Colaboração no vol XI, «Portugal da Monarquia para a República».
- ROLLO, Maria Fernanda; Portugal e o Plano Marshall : da Rejeição à Solicitação da Ajuda Financeira Norte-Americana: 1947-1952. Lisboa : Editorial Estampa, 1994. ISBN 972-33-0944-0.
- ROLLO, Maria Fernanda; BRITO, José Maria Brandão de (co-autor); REZOLA, Maria Inácia (co-autor). Mário Soares: Uma fotobiografia. Venda Nova : Bertrand, 1995. ISBN 972-25-0962-4.
- ROSAS, Fernando (dir.); BRITO, José Maria Brandão de (dir.); ROLLO, Maria Fernanda (co-autor). Dicionário de História do Estado Novo. Lisboa : Círculo de Leitores, 1996, 2 vols. ISBN 972-42-1404-4; ISBN 972-42-1456-7.
- ROLLO, Maria Fernanda; PEREIRA, Nuno Teotónio (co-autor). Um Metro e Uma Cidade : História do Metropolitano de Lisboa. Lisboa : Metropolitano de Lisboa, 1999-2001, 3 vols. ISBN 972-8588-01-1.
- HEITOR, Manuel (ed. lit.); BRITO, José Maria Brandão de (ed. lit.); ROLLO, Maria Fernanda (ed. lit.). Momentos da Inovação e Engenharia em Portugal no Século XX. Lisboa :  Dom Quixote : Centro de Estudos em Inovação, Tecnologia e Políticas de Desenvolvimento do Instituto Superior Técnico, 2004, 3 vols. ISBN 972-20-2792-1.
- ROLLO, Maria Fernanda; PIRES, Ana Paula (colab.); Memórias da Siderurgia : Contribuições para a História da Indústria Siderúrgica em Portugal. Lisboa : História, 2005. ISBN 972-99-365-01.
- ROLLO, Maria Fernanda; Portugal e a Reconstrução Económica do Pós-Guerra: O Plano Marshall e a Economia Portuguesa dos Anos 50. Lisboa : Ministério dos Negócios Estrangeiros, 2007. ISBN 978-989-8140-00-5.
- ROLLO, Maria Fernanda; PIRES, Ana Paula (colab.); QUEIROZ, Maria Inês (colab.); TAVARES, João (colab.). História das Telecomunicações em Portugal : da Direcção-Geral dos Telégrafos do Reino à Portugal Telecom. Lisboa : Fundação PT; Tinta da China, 2009. ISBN 978-972-99685-5-6 ISBN 978-989-671-020-0
- ROSAS, Fernando (ed. lit.); ROLLO, Maria Fernanda (ed. lit.); História da Primeira República Portuguesa. Lisboa : Tinta-da-China, 2010. ISBN 978-989-671-051-4.
- PIRES, Ana Paula (coord. cient.); ROLLO, Maria Fernanda (coord. geral). Dicionário de História da I República e do Republicanismo. Lisboa : Assembleia da República, 2013-2014, 3 vols. ISBN 978-972-556-559-9.
- ROLLO, Maria Fernanda; PIRES, Ana Paula (co-autor). Manuel de Brito Camacho : Um Intelectual Republicano no Parlamento. Lisboa : Assembleia da República, 2015. ISBN 978-972-556-626-8.[10]